# Charles Webster (Historiker)

1925 im Garten des Weißen Hauses

Sir Charles Kingsley Webster KCMG FBA (* 25. Juli 1886; † August 1961) war ein britischer Diplomat und Historiker.
Seine Bildung erhielt er an der Merchant Taylors’ School in Crosby und am King’s College, Cambridge. Er verließ die Cambridge University, um Professor an der Harvard University, Oxford University und der London School of Economics (LSE) zu werden. Von 1950 bis 1954 war er Präsident der British Academy.
Neben seiner akademischen Karriere arbeitete er für das Foreign and Commonwealth Office, insbesondere in den Vereinigten Staaten. Er war ein führender Befürworter des Völkerbundes und der Vereinten Nationen.

## Leben
Nach seinem Studium in Cambridge war er von 1914 bis 1922 Professor of Modern History an der Liverpool University. Gleichzeitig leistete er Wehrdienst als Subaltern im Royal Army Service Corps und im War Office und war 1919 bis 1919 Sekretär der militärischen Sektion der Britischen Delegation bei den Pariser Konferenzen.
1922 wurde Webster Professor für Internationale Beziehungen an der University of Wales in Aberystwyth. Dort schrieb er seine beiden bedeutendsten Bücher über die Außenpolitik von Lord Castlereagh, der erste Band (1925) behandelt die Jahre 1815 bis 1822, der zweite (1931) die Periode von 1812 bis 1815. 1932 wurde Webster auf den neu geschaffenen Stevenson chair of international relations bei der London School of Economics (LSE) berufen.

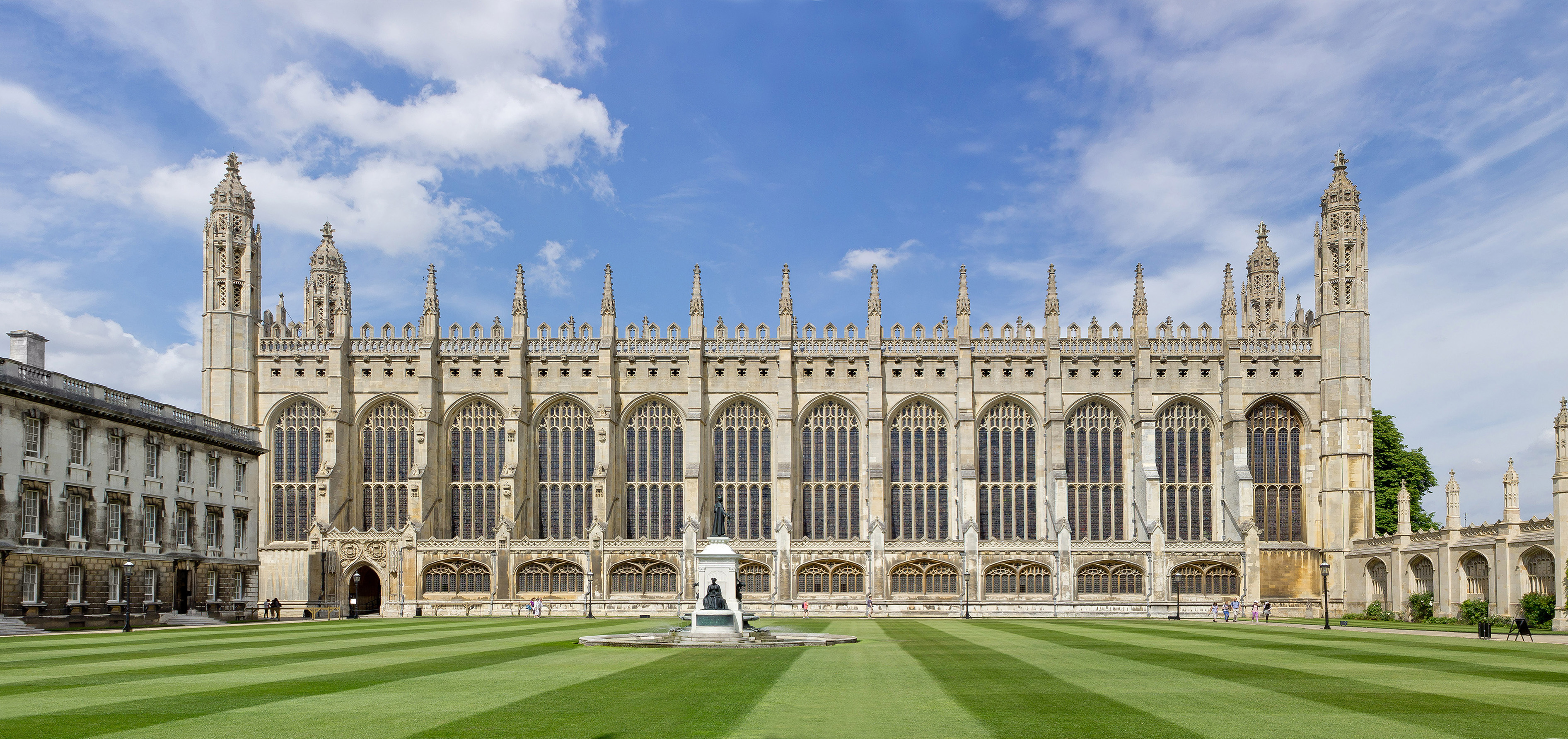
King’s College, University of Cambridge

Während des Zweiten Weltkrieges arbeitete er erneut für das Foreign and Commonwealth Office. Er war am Entwurf der UN-Charta beteiligt.
Er nahm an den ersten Sitzungen der Generalversammlung und des Sicherheitsrates im Januar 1946 sowie an der letzten Sitzung des Völkerbundes teil.
Mit der Honours List 1946 wurde er zum Knight Commander of the Order of St Michael and St George ernannt.

## Wissenschaftliche Laufbahn
1948 las Webster die Ford Lectures an der Universität Oxford. Seine Biografie von Henry John Temple, 3rd Viscount Palmerston wurde 1951 veröffentlicht. Seit 1950 war er Präsident der British Academy. Er erhielt Ehrendoktorwürden aus Oxford, Cambridge, Wales, Rom und vom Williams College, Massachusetts. Das King’s College, Cambridge ernannte ihn zum honorary fellow. Seinen Lehrstuhl am LSE gab er 1953 auf.

## Veröffentlichungen
- The Congress of Vienna, 1814–1815, London: Foreign Office Historical Section, 1919
- The Congress of Vienna, Oxford University Press, 1919 (with copyedit instructions, 1934), online beim Internet Archive
- British diplomacy, 1813–1815 : select documents dealing with the reconstruction of Europe, 1921, 409p, online beim Internet Archive
- The pacification of Europe, 1813–1815, 1922
- The Congress of Vienna, 1814–15, and the Conference of Paris, 1919, London, 1923
- The Foreign Policy of Castlereagh (1815–1822) Britain and the European Alliance, London: G. Bell and Sons, 1925, online beim Internet Archive
- The European alliance, 1815–1825, University of Calcutta, 1929
- What the world owes to President Wilson, London: League of Nations Union, 1930
- The League of Nations in theory and practice, London: Allen and Unwin, 1933
- Palmerston, Metternich and the European system, 1830–1841, London: Humphrey Milford, London, 1934
- Herausgeber British diplomatic representatives, 1789–1852, London, 1934
- Herausgeber Britain and the independence of Latin America, 1812–1830, London: Ibero-American Institute of Great Britain, 1938
- Some problems of international organisation, University of Leeds, 1943
- Herausgeber Some letters of the Duke of Wellington to his brother, William Wellesley-Pole, London, 1948
- The Foreign Policy of Palmerston, 1830–1841: Britain, the Liberal Movement, and the Eastern Question, 1951,
- The art and practice of diplomacy, London School of Economics, 1952
- British Foreign Policy since the Second World War
- The founder of the national home, Weizmann Science Press of Israel, 1955
- Sanctions: the use of force in an international organisation, London, 1956
- The strategic air offensive against Germany, 1939–1945, London, Her Majesty's Stationery Office, 1961, coauthor, 3 volumes, official history